# 新豐橋車站
新豐橋車站（日语：／ Shin-toyohashi eki */?）是一位於日本愛知縣豐橋市花田町西宿，隸屬於豐橋鐵道的鐵路車站。新豐橋車站是豐橋鐵道所屬的一般鐵路線、渥美線的起點車站，其與同屬該公司的另一條路面電車線東田本線之起點車站站前車站（駅前駅）相距在步行距離之內，因此具有轉車的功能。但與站前車站相比，新豐橋車站距離東海旅客鐵道（JR東海）、名古屋鐵道（名鐵）所共用的豐橋車站距離稍遠，因此相較起來轉運的便利性就顯得薄弱了些。

## 車站構造
開業時為單式月台1面1線地上車站、站舎為平屋。
2008年（平成20年）6月5日向西（舊國鐵荷貨物取扱所跡地部份）50m移動、島式月台1面2線化。

### 月台配置
| 月台 | 路線    | 目的地                     |
| ---- | ------- | -------------------------- |
| 1    | ■渥美線 | 高師、大清水、三河田原方向 |
| 2    | ■渥美線 | 高師、大清水、三河田原方向 |

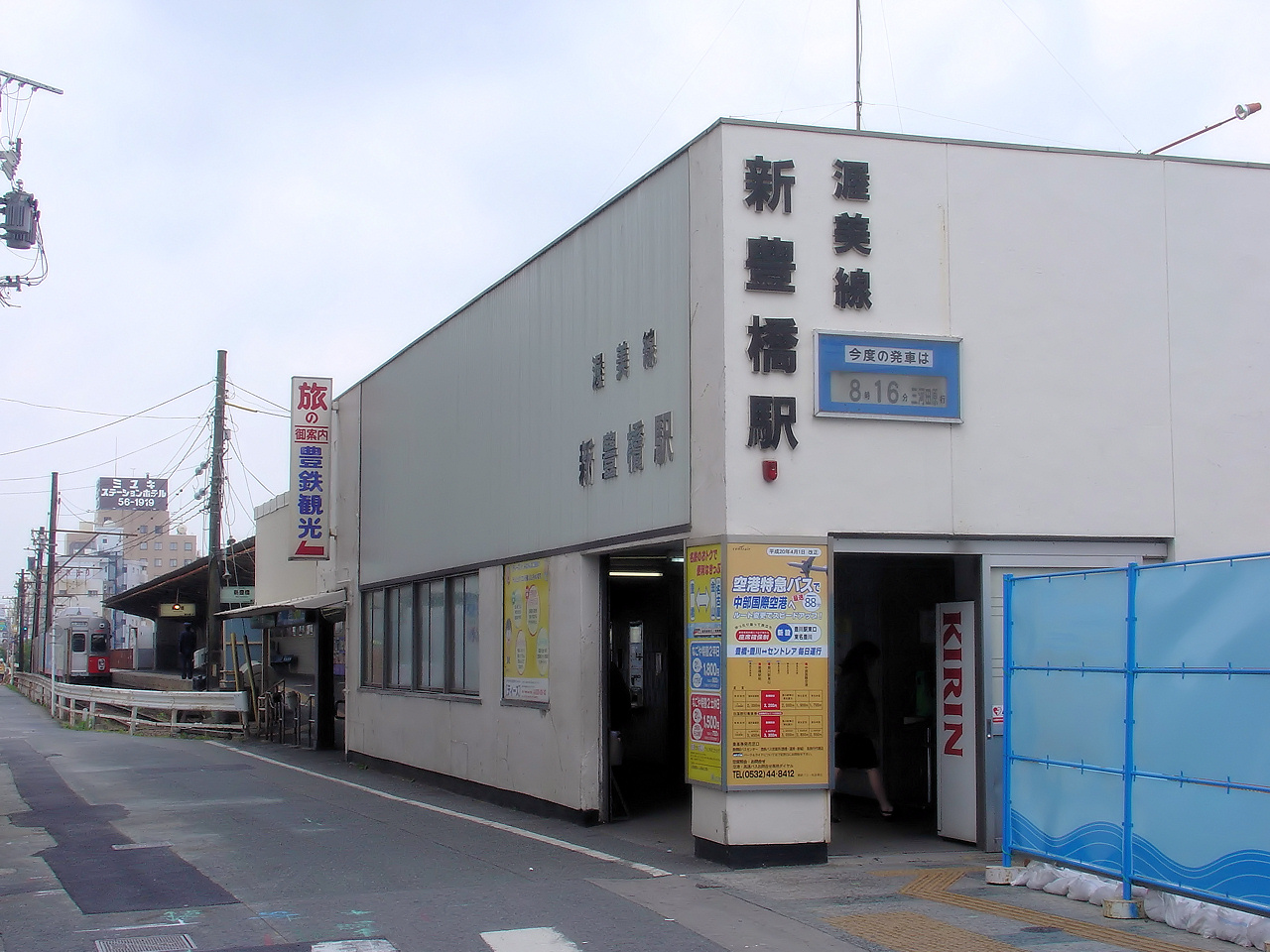
2008年6月4日之前的新豐橋站

## 車站周邊
- 新豊橋站大樓
- COCOLA AVENUE
- COCOLA FRONT
- 豐鐵Terminal Hotel
- 愛知縣豐橋警察署站前交番
- 豐橋Green Hotel
- 豐橋市站前公共第2駐車場
- 豐鐵豐橋站前Parking（月極専用）
- 豐鐵花田Parking（月極専用）

## 历史
- 1927年（昭和2年）10月1日 - 開業。
- 2008年（平成20年）6月5日 - 移轉、新站舎開始使用。北出入口開放。
- 2008年（平成20年）12月4日 - 站舎2-3階部分、開始使用（新豐橋站大樓）。
- 2009年（平成21年）3月2日 - 東出入口開放。

## 相鄰車站
豐橋鐵道
渥美線
新豐橋（1）－柳生橋（2）

## 關連項目
- 日本鐵道站一覽